# Syrphophagus annellicornis
Syrphophagus annellicornis är en stekelart som först beskrevs av Hoffer 1965.  Syrphophagus annellicornis ingår i släktet Syrphophagus och familjen sköldlussteklar. Inga underarter finns listade i Catalogue of Life.